# SHIORI EXPERIENCE ジミなわたしとヘンなおじさん
『SHIORI EXPERIENCE ジミなわたしとヘンなおじさん』（シオリエクスペリエンス ジミなわたしとヘンなおじさん）は、長田悠幸（作画）と町田一八（原作）による日本の漫画作品。『月刊ビッグガンガン』（スクウェア・エニックス）にて、2013年Vol.11から連載中。前作『キッドアイラック!』に続き、長田悠幸と町田一八のタッグによる2作目。ジミ・ヘンドリクスの亡霊に取り憑かれた高校教師が、バンドを結成し音楽活動に邁進していくさまを描く。
本作の演奏シーンでは、各楽器を表す擬音の数・形状・位置を細かく書き込むことによって詳細に音楽を描写する手法がよく用いられるほか、体育館が爆発する・竜巻が起こるなど、非現実的かつ迫力のある演出を見開きで行う点が非常に特徴的である。これらについて、町田は「ライブを観に行って実際に感じるようなインパクトを表現したい」「もともと長田さんがファンタジー系の作家だったことは大きい」と述べている。さらに「伝説的なミュージシャンは27歳で亡くなる」いわゆる27クラブの伝承を題材としているため、ジミ・ヘンドリクスをはじめとする実在の人物が複数登場し、彼らにまつわる逸話や実際のエピソードも数多くストーリーに盛り込まれている。生形真一・大山純など、プロのミュージシャンからも支持を得ている。
登場人物の名前は自動車会社をモチーフとしたものが多い。

## あらすじ
三菱学園高校で働く”ジミ”な英語教師・本田紫織は、実家の借金返済のため仕事に明け暮れる日々を送っていた。ところが27歳の誕生日を迎えた日、突然ジミ・ヘンドリクスの亡霊に取り憑かれ「27歳が終わる日までに音楽で伝説を残さなければ死ぬ」と言い渡される。紫織は三菱学園の生徒達と軽音部を立ち上げ、伝説の達成へ向けて音楽活動を始めることとなる。

## 登場人物
年齢・学年は最新刊時点でのもの。声はノイズキャンセリングマンガの声優。

### 主人公
本田紫織（ほんだ しおり）
声 - 竹内恵美子
三菱学園高校の英語教師。27歳。地味な見た目で、気弱な性格・存在感の無さから、一部の生徒に「地味先（じみせん）」というアダ名で呼ばれている。バンドマンだった兄・丈二の影響でギターを始める。高校時代は紅コアラ団というバンドを組んでいたが、丈二が多額の借金を残し失踪したため、父の反対によってバンド活動を諦めざるを得なくなる。その後10年近くはギターから遠ざかっていたものの、ジミに取り憑かれて吹奏楽部の演奏に乱入したことをきっかけに、やはりバンドこそが自分のやりたいことであると再認識し、以降本格的にバンド活動を始めていくこととなる。井鈴らとともに軽音同好会を立ち上げ、顧問を務める。自身のバンド「SHIORI EXPERIENCE」でギターを担当するほか、作詞・作曲も行う。使用楽器は丈二のお下がりである白のフェンダー・ストラトキャスター。ジミの要望でセッションをするためにライブハウスを訪れる際は、変装しJO-Z（ジョー・ズィー）と名乗る。同僚の日野のことが気になっている。
ジミ・ヘンドリクス
27歳で早世した伝説のギタリスト。理由は不明だが、契約者に音楽の超絶技法を授ける“CROSS ROAD”の契約によって紫織に憑依することとなる。紫織の首裏にできたジャックにギターを接続（JACK in）することで、彼女の身体を操作しギターを演奏できる。ギタープレイをこよなく愛している。ややいい加減な性格であるが、音楽に関しては独自の哲学をもっており、紫織にも「自らの“魂の叫び（ブルース）”に従う」ことを説く。

### SHIORI EXPERIENCE
紫織と軽音楽部の生徒たちからなるバンド。バンドコンテスト"Bridge To Legend"で勝ち進むことを目標としている。ライブでのレパートリーは『パープル・ヘイズ』『デイ・ドリーム・ビリーバー』『JACK in!』『STORY』など。
井鈴茜（いすず あかね）
サックス担当。3年生。軽音部の部長。以前は吹奏楽部に所属していたが万年補欠(三軍)であり、すばるに退部を命じられた。諦めきれずに路上でひとり演奏していたところ、偶然にも紫織たち紅コアラ団のメンバーと演奏することになり、その後紫織ともに軽音愛好会を立ち上げる。普段は明るく振舞っているが、中学生までは暗い性格で友達もいなかった。自分を変えるきっかけとして高校からサックスを始めるものの、吹奏楽部でも邪険に扱われていたため、バンドを自らの居場所として大切に思っている。初ライブ後バンドを一時離脱し、数週間にわたってすばるに師事し厳しいレッスンを受ける。
台場初範（だいば はつのり）
ドラム担当。3年生。同級生からは「ダイハツ」というアダ名で呼ばれている。元は野球部で主将と4番を務める中心選手だった。中学時代に現・タピオカズの久保田と出会い、ドラムの魅力に気づく。高校では野球部監督である父に大きな期待をかけられており、また学園内のカーストから脱落することを恐れていたため、長らくドラムが好きなことを隠していた。そのことに息苦しさを感じており、ジミの音楽を隠れて聞いて癒しとしていた。新入生オリエンテーションで自らのやりたいことを貫く紫織たちの姿に感化され、ライブに飛び入りで参加した。初ライブでの挫折後は、久保田のもとに押しかけてドラムの基礎を習う。まっすぐで熱い性格であり、バンド内におけるまとめ役になっている。
元々ジミ好きな事もあって、丈二と意気投合することが多い。
川崎忍（かわさき しのぶ）
キーボード担当。2年生。軽音部加入前は、超常現象研究部の部長を務めていた小柄な少女。オカルト物が好きで、たびたびメンバーを怖がらせている。紫織の隣にいるジミの姿が見えており、英語のリスニングが可能となりアプリで日本語を英訳することで契約者以外ではジミと会話できる唯一の人物である。五月とは小学生のころからの友人。中学入学当初は、五月と一緒に合唱部に入部していたが、ある事件によって彼女と疎遠になってしまった。再び五月の歌にあわせて演奏することを強く望んでいる。使用楽器はローランドのJUPITER-80。自由でエキセントリックなプレイが持ち味である。プリンスに対する当たりが強い。
目黒五月（めぐろ さつき）
ボーカル担当。2年生。ハスキーで力強い声の持ち主。まっすぐだが喧嘩っ早い性格であり、父親の素行の悪さも相まって、周囲からは不良のレッテルを貼られている。以前は「香港卓球(ホンコンピンポン)」というバンドでベースを担当していた。小学生のころ、転校してきた忍を助けたことをきっかけに、彼女と仲良くなる。中学の合唱部で暴力沙汰を起こして以降、自ら歌うことをやめ、忍とも距離をおくようになった。ライブハウスで共にセッションした紫織に、自身の歌いたい欲求を見抜かれ、軽音部へ勧誘される。当初は拒んでいたものの、部室ライブで演奏する忍や紫織たちの姿に心を動かされ、バンド加入を決める。初範とはよくぶつかるが、同時に彼のことがやや気になってもいる様子。
プリンス / 八王子 茂（はちおうじ しげる）
ベース担当。3年生。キザで目立ちたがりな言動が目立つが、本来は繊細で涙もろい性格。井鈴の次に軽音愛好会に入部した。新入生オリエンテーションで紫織らとともに演奏するはずであったが、衣装が破れたため出番直前に逃走。数週間後にやや太った姿でバンドに再加入する。バンドの重要な時期に立ち会えず、自らがバンド内で浮いた存在であることを気にしていた折、丈二と出会ってセッションを重ねることになる。裕福な音楽一家に育ち、様々な楽器の演奏をこなすことができる。メンバーのことは「シオリン」「イッスー」「イニD」「シノーヴ」「サッツィー」「ねををん」と独特のアダ名で呼ぶ。逆に後輩の忍からは「茂」と本名で呼び捨てされる。
光岡音々（みつおか ねおん）
トランペット担当。3年生。元・吹奏楽部の部長。クールかつストイックな性格で、吹奏楽部における中心的なプレーヤーだった。幼少期に高校生だったすばるのサックスの演奏を聴いたことで音楽にのめり込むようになる。吹奏楽部ではすばるの理想とする譜面に忠実な演奏に徹してきたが、軽音部の音源を聴いて以降本来自分が好きであった自由な音楽とのギャップに苦しむようになり、ジストニア寸前の状態まで追い込まれてしまう。恩師・すばるの後押しにより、みつびしフェスタでの軽音部のステージに乱入し、自らが本当にやりたい音楽を再認識して以降、吹奏楽部を退部したうえで、バンドに加入する。その腕前は彼女の演奏を聴いたジミがマイルス・デイヴィスを思い出したほどで、何度も詩織に引き抜きを薦めていた。すばるに井鈴の指導を頼む、プリンスと丈二に自宅スタジオを貸すなど、面倒見のよい一面もある。実は「魔法少女ヤンマー」(作中に出てくる架空のアニメ)と時代劇「水戸黄門」がお気に入り。

### 三菱学園の人々
青島すばる（あおしま すばる）
吹奏楽部の顧問。華やかなルックス・ぶりっ子的な性格のため、周囲からの人気は高い。しかし素の性格は激しく、腹黒い一面もある。音楽に対しては並々ならぬ情熱を傾けており、覚悟のない言動をする者は許せない。吹奏楽部の3年連続全国大会金賞を目指し、吹奏楽部の生徒には非常に厳しい指導を行っている。三送会のステージで紫織に乱入されて以降、彼女と軽音部を目の敵にしている。かつては自身も演奏者であり、サックスで吹奏楽のメインを張るべく努力していたが、結局"理想の吹奏楽"の要はトランペットであることに気づき挫折した過去がある。光岡の実力を高く評価し、自らと同じ景色を目指せる者として信頼していたが、彼女の本当の思いを知り、みつびしフェスタにおいてステージへの「乱入」という形で光岡を軽音部へ送り出した。
日野（ひの）
サッカー部の顧問。爽やかなイケメン。かつてバンド活動をしていたこともある。紫織のことを気にかけている。
学園長
三菱学園の学園長。当初はロックを毛嫌いしているかに見えたが、実は若いころはジミの熱狂的なファンだった。軽音部の設立を認め、応援する。
黒鉄純子（くろがね じゅんこ）
保険医。通称JB（ジュンコ・ブラック）。何かにつけて性的な発言をする。プリンスに軽音部への入部を勧める。
台場監督
野球部の顧問・監督。初範の父親。三菱学園野球部の甲子園出場が長年の目標であり、初範に大きな期待をかけている。
旭（あさひ）
サッカー部のキャプテン。爽やかなイケメン。
美津穂（みずほ）
初範の元彼女。学園内でのカーストをとても気にしており、彼氏のいる野球部がパッとしないことにやきもきしている。初範が軽音愛好会に入ったのと同時に振られる。
島野（しまの）
帰宅部の生徒。学園のカースト底辺にいる軽音部のことを見下し、嫌がらせをする。冷やかしのつもりで出かけたみつびしフェスタでの軽音部のライブに圧倒され、以降は軽音部のことを認めるようになる。

### BLACK BUS
高校時代の同級生4人組により結成された、キャリア10年の実力派インディーズバンド。通称「ブラバス」。SHIORI EXPERIENCEの初ライブで共演し、圧倒的な力の差を見せつけた。Bridge To Legendの一次予選で再び紫織たちと相見えることになる。ライブ時の衣装は黒スーツで統一している。レパートリーは『BLACK BUSのテーマ』『次、 停まります』『長距離夜行』『出発進行』など。
黒井バス（くろい バス）
歌と四弦（ベース）担当。ライブハウスを振動させるほどの強烈なシャウトが持ち味だが、普段の話し声は非常に小さい。高校時代、ボディ・ヴロウと、彼等がカバーした『春夏秋冬』に影響され、友人達にバンド結成をもちかけた。時折クサい台詞を発する。猫カフェでバイトをしている。
金子タクシー（かねこ タクシー）
六弦（ギター）担当。やや子供っぽい人物。フリーターとして生計を立てている。アルバイト先の工場では、正社員になる様打診される程、勤務態度が評価されているものの、バンド活動を優先するべく、丁重に辞退している。
灰谷ハイヤー（はいたに ハイヤー）
鍵盤（キーボード）担当。落ち着いた性格。メンバー中では唯一大学に進学していたが、バンド活動が忙しくなったため中退した。
ダンプ松本（ダンプ まつもと）
太鼓（ドラム）担当。体型は若干肥満ぎみ。実家は植木屋。高校の同級生と結婚しており、子供が一人いる。

### 本田家の人々
丈二（じょうじ）
紫織の兄。ジミ・ヘンドリクスの大ファン。かつては「ボディ・ヴロウ」というバンドのフロントマンだった。以前から「伝説を作って27歳で死ぬ」と公言しており、メジャーデビュー寸前まで漕ぎつけるものの、プロデューサーを名乗る人物に騙され多額の借金を負ってしまい、失踪する。ひょんなことからCROSS ROADの契約の存在を知り、アメリカに渡り儀式を行うが、すでに27歳を過ぎていたため成功しなかった。理想の自分と現在の状況との差異に苦しんでいる。シアトルでフォードと出会い、彼の日本でのガイドを務めるために帰国。その後あるライブハウス前でプリンスと出会い、彼と交流を深める。酒癖が悪い。
父
紫織らの父親。現時点では、下の名前は明らかにされていない。自動車修理業を営む。頑固な性格で、丈二が道を踏み外すきっかけとなったバンドを毛嫌いしている。
翼沙（つばさ）
紫織の上の妹。ラッパーと交際していたものの、死別する。言動がきつい。
結城（ゆうき）
紫織の下の妹。保育士として働く。紫織のバンド活動を応援している。おしゃれに無頓着な紫織にアドバイスをすることもある。

### その他
八千代（やちよ）
紫織の高校の同級生。紅コアラ団ではベース・ボーカル担当。現在はインテリアデザイン会社の社長。
百華（ももか）
紫織の高校の同級生。紅コアラ団ではドラム担当。現在は主婦で3児の母。
久保田（くぼた）
人気バンド「タピオカズ」のドラマーでリーダー。かつては三菱学園野球部のエースピッチャーだった。中学生だった初範にドラムの楽しさを教えた人物。SHIORI EXPERIENCEとBLACK BUSのどちらか、Bridge To Legend一次予選で勝ったバンドをタピオカズの全国ツアーに帯同することを持ちかける。
小松有也（こまつ ゆうや）
テレビ局のディレクター。吹奏楽部の取材で三菱学園を訪れた際に軽音部の存在を知り、以降その動向を追いかけている。本気の時は目が二重になる。
オーナー
ライブハウス「CORVETTE」のオーナー。JO-Zの演奏に心酔している。
川崎善一（かわさき ぜんいち）
忍の弟。忍のことは「姉上」と呼んでいる。
音々の母
ジャズベーシスト。音々のことを心配し、紫織たちに彼女を助けてくれるよう頼む。夫は音楽大学の教授。
フォード・マスタング
野心にあふれるアメリカ人の青年。ある大物マネージャーの手引きでCROSS ROADの儀式を行い、カート・コバーンの霊に取り憑かれる。ジミをスカウトするために日本にやってくる。酒好き。
カート・コバーン
27歳で自殺したニルヴァーナのフロントマン。ジミにあこがれており、作中ではやや内気でジミに対してミーハーな性格として描かれる。
マネージャー
名前は不明。アメリカ音楽業界の大物。CROSS ROADの儀式を利用して、27歳で死亡した伝説のミュージシャン達を集めたドリームバンド「The 27 Club」の結成を目論んでいる。目的達成のためならば非道な手段も厭わない人物。ジミに会う機会を心待ちにしている。
片平（かたひら）
Bridge To Legendを取り仕切る敏腕プロデューサー。

## 書誌情報
- 長田悠幸 『SHIORI EXPERIENCE ジミなわたしとヘンなおじさん』スクウェア・エニックス〈ビッグガンガンコミックス〉、既刊23巻（2024年12月24日現在）
  1. 2014年11月27日発売[5]、ISBN 978-4-7575-4372-0
  2. 2014年11月27日発売[6]、ISBN 978-4-7575-4371-3
  3. 2015年2月20日発売[7]、ISBN 978-4-7575-4522-9
  4. 2015年5月25日発売[8]、ISBN 978-4-7575-4651-6
  5. 2015年10月24日発売[9]、ISBN 978-4-7575-4776-6
  6. 2016年4月25日発売[10]、ISBN 978-4-7575-4970-8
  7. 2016年11月25日発売[11]、ISBN 978-4-7575-5165-7
  8. 2017年2月25日発売[12]、ISBN 978-4-7575-5261-6
  9. 2017年9月25日発売[13]、ISBN 978-4-7575-5487-0
  10. 2018年4月25日発売[14]、ISBN 978-4-7575-5702-4
  11. 2018年8月25日発売[15]、ISBN 978-4-7575-5826-7
  12. 2019年1月25日発売[16]、ISBN 978-4-7575-5987-5
  13. 2019年8月24日発売[17]、ISBN 978-4-7575-6260-8
  14. 2020年1月23日発売[18]、ISBN 978-4-7575-6483-1
  15. 2020年8月25日発売[19]、ISBN 978-4-7575-6813-6
  16. 2021年2月25日発売[20]、ISBN 978-4-7575-7115-0
  17. 2021年8月25日発売[21]、ISBN 978-4-7575-7436-6
  18. 2022年3月25日発売[22]、ISBN 978-4-7575-7842-5
  19. 2022年9月24日発売[23]、ISBN 978-4-7575-8163-0
  20. 2023年3月25日発売[24]、ISBN 978-4-7575-8487-7
  21. 2023年10月25日発売[25]、ISBN 978-4-7575-8870-7
  22. 2024年5月24日発売[26]、ISBN 978-4-7575-9207-0
  23. 2024年12月24日発売[27]、ISBN 978-4-7575-9587-3